# Catharina Lysell
Catharina "Thrina" Lysell, född i Varberg 30 mars 1764, död i Göteborg 9 augusti 1866, var en svensk pedagog. Hon var 1815–1830 den första föreståndaren för Fruntimmersföreningens flickskola, som efter henne ofta kallades Lysellska skolan. 

## Biografi
Thrina Lysell var dotter till tunnbindaremästaren Nils Holm och Christina Lundström i Varberg. Hennes utbildning är okänd, men brodern var präst, och det antas därför att det fanns en viss högre bildning i hemmet. Hon gifte sig med gästgivaren, senare handelsbokhållaren Anders Niklas Lysell (d. 1818). Paret fick tre barn, Nikolaus Lysell, Anna Lysell (d. 1844) och Carolina Lysell. Maken ruinerades år 1815 i ”Hallska massan”, det vill säga John Hall den yngres konkurs. 
För att försörja familjen arbetade Lysell som privatlärare. År 1815 fick hon tjänsten som föreståndare för den nygrundade Fruntimmersföreningens flickskola. Skolan grundades samma år av ett damsällskap och fick inte någon säker ekonomi förrän efter fyra år, och skolan inrymdes länge i Lysells bostad. De första åren var Lysell och hennes två döttrar de enda lärarna förutom en präst, och ämnena bestod av kristendomskunskap, skrivning, räkning, vanlig sömnad, bakning och bryggning. Skolan beskrevs av en senare elev: 
"Lokalen utgjordes af föreståndarinnans bostad. I ett af rummen stod ett långt slagbord. Kring detta sutto både lärarinna och barn, lärarinnan vid ena kortändan, de större barnen vid sidorna på långa bänkar, de små på pallar. När läxorna skulle förhöras, satte sig lärarinnan på en stol mitt i rummet, så att de barn, som hörde till samma läxlag, kunde ställa sig omkring henne i en ring. Den mesta tiden ägnades åt handarbete. Dessutom hade man katekes, biblisk historia, innanläsning, skrifning och räkning samt något geografi och svensk historia. Ännu på 1850-talet deltog fru Lysell i undervisningen, företrädesvis i handarbete."
Hennes två döttrar var också verksamma som lärare vid skolan. Hon efterträddes 1830 som föreståndare av sin dotter, Carolina Lysell. Hon var fortsatt aktiv som lärare vid skolan fram till år 1861. Den 23 mars 1863 firades vad som påstods vara hennes hundraårsdag med uppvaktning av skolstyrelsen.